# Grupul Teleormanul
Înființat în 1987 de Liviu Vasilică și reînființat în 2004 de Florin Vasilică, Grupul Teleormanul a reușit să se impună ca formațiunea artistică cea mai reprezentativă a județului Teleorman.
În prezent Grupul Teleormanul sub conducerea lui Florin Vasilică susține recitaluri artistice autentice în spectacole, emisiuni și manifestări cu caracter privat, continuând ceea ce i-a fost lăsat moștenire de regretatul Liviu Vasilică.
Numeroasele invitații și participări în acțiuni artistice de înaltă valoare stau mărturie pentru calitatea si autenticitatea recitalurilor artistice susținute de Florin Vasilică și Grupul Teleormanul.